# Cameron A. Morrison
Cameron A. Morrison (Rockingham, 1869. október 5. – Québec, 1953. augusztus 20.) az Amerikai Egyesült Államok szenátora (Észak-Karolina, 1930–1932).